# Ashley Hamilton
Ashley George Hamilton (Los Angeles, 30 settembre 1974) è un cantautore e attore statunitense.

## Biografia
Figlio dell'attore George Hamilton e di Alana Stewart, e figliastro di Rod Stewart. All'età di 19 anni attirò l'attenzione dei media sposando Shannen Doherty, avendola conosciuta appena due settimane prima: il matrimonio durò appena cinque mesi. Nel 1993 è apparso in Saturday Night Live insieme a Shannen Doherty e nel film Beethoven 2. È coautore del singolo Come Undone di Robbie Williams. Egli sostiene di essere coautore anche del singolo She's Madonna, ma Robbie Williams non avrebbe pubblicato il suo nome. Nel 2009 ha partecipato come concorrente alla versione americana di Ballando con le stelle, venendo eliminato per primo il 23 settembre 2009.

### Vita privata
Oltre ai due brevi matrimoni con le attrici Shannen Doherty e Angie Everhart, ha avuto una relazione anche con l'attrice Sara Foster, nel 2000.

## Filmografia
- Beethoven 2 (Beethoven's 2nd), regia di Rod Daniel (1993)
- Lost in Africa (1994)
- Sunset Beach (1997) - Serie TV
- Not Even the Trees (1998)
- Sluts & Losers (2001)
- Off Key (2001)
- Never Get Outta the Boat (2002)
- Oz - serie TV, 1 episodio (2003)
- Voodoo Lagoon (2006)
- Sunday School Musical (2008)
- Cruel and Unusual (2009) - cortometraggio
- Cats Dancing on Jupiter (2011)
- Lost Angeles (2012)
- Iron Man 3, regia di Shane Black (2013)
- L'eccezione alla regola (Rules Don't Apply), regia di Warren Beatty (2016)

## Doppiatori italiani
Nelle versioni in italiano delle opere in cui ha recitato, Ashley Hamilton è stato doppiato da:
- Gianluca Storelli in Beethoven 2
- Marco De Risi in Off Key - Tre tenori
- Max Pezzali in Iron Man 3